# Жертвам фашизма (мемориал, Житомир)
Мемориал«Жертвам фашизма»  (называют также «Жертвам концентрационных лагерей» или «Жертвам трагедии в Богунском лесу») был воздвигнут в 1996 году в Богунском районе города Житомира по адресу проспект Мира 64, на месте одноимённого гитлеровского лагеря. Памятник посвящён уничтоженным на этом месте мирным гражданам и военнопленным (более 110 тысяч человек).
Здесь, на окраине Житомира, с июля 1941 по ноябрь 1943 находился нацистский концентрационный лагерь «Шталаг 358» (Stalag 358)

.
Памятник представляет собой скульптурную композицию из бронзы и розового гранита (выс. 6,5 м). В центре памятника — бестелесная, почти невесомая бронзовая фигура, скорее один дух человека, когда материи уже нет, только витающая в пространстве его сила, несломленность и непобеждённость. Из распилов камня смотрят, говорят, вопрошают, кричат лики тех, кто ещё недавно были людьми, а стали — вечностью.

У основания памятника находится гранитная плита (1,5 м х 0,65 м) с надписью:
Эта многострадальная земля - свидетель жестокого уничтожения немецкими фашистами десятков тысяч военнопленных и мирных граждан Житомира в 1941 - 1943 годах.

В 2002 году была закопана капсула с останками житомирян, замученных в концлагере «Майданек», на которой выгравировано:
На этом месте захоронен прах наших земляков замученных в гитлеровском концентрационном лагере Майданек. Вечная память.

С правой стороны композиции положена плита с мемориальной надписью:
Скульп. Табачник И.С., арх. Бирюк П.Н.